# JAC Sei 2
El JAC Refine S2, conocido en Latinoamérica como JAC Sei2, JAC JS2 o JAC 2, es un SUV crossover subcompacto producido por JAC Motors.
El Refine S2 también fue el vehículo base del Sehol E20X, el primer automóvil producido por Sehol u, originalmente, Sol.

## Descripción general
El Refine S2 se sitúa entre el Refine S2 Mini y el Refine S3 compact CUV. Se presentó en el Salón del Automóvil de Shanghái en abril de 2015 y se lanzó al mercado chino en agosto del mismo año. El precio del Refine S2 se reveló en el lanzamiento, con precios que oscilaban entre los 58.800 y los 75.800 yuanes.

## Tren motriz
El Refine S2 incluye 2 opciones de motor a gasolina (1.5 l y 1.6 l, ambos de cuatro cilindros) con 2 opciones de transmisión (manual de 5 velocidades y CVT) y un tanque de gasoina de 42 litros. Para Latinoamérica solo fue vendido en las versiones con motor de 1.5 l.
A continación se muestran las especificaciones de los motores a gasolina usados en JAC Refine S2.
| Motor      | Desplazamiento   | Material de bloque/cabezas | Potencia           | Torque             | Consumo en el vehículo |
| HFC4GB2.3D | 1,498 cc (1.5 l) | Aleación de aluminio       | 112 HP @ 6,000 rpm | 146 Nm @ 4,500 rpm | 15.2 km/l              |
| HFC4GB3.3D | 1,590 cc (1.6 l) | Aleación de aluminio       | 120 HP @ 6,000 rpm | 150 NM @ 4,500 rpm | 14.5 km/l              |

## JAC iEV7S
El JAC iEV7S es esencialmente la versión eléctrica del Refine S2. Está propulsado por un motor eléctrico que genera 114 HP y 270 Nm de par. El iEV7S incorpora una batería de 39 kWh y tiene una autonomía de 280 kilómetros. También está disponible una versión con una batería más grande, de 49,5 kWh. La misma plataforma dio origen posteriormente al SOL E20X de SOL, la empresa conjunta de vehículos eléctricos entre Volkswagen y JAC, con solo un ligero rediseño de los DRG ("Down the Road Graphic" es un término que se refiere al estilo del frontal de un coche, específicamente a los elementos que se reconocen al instante a distancia. Esto incluye la parrilla, los faros y otros elementos de carrocería) delanteros y traseros para recrear el estilo de SEAT en el iEV7S.
El vehículo está disponible en al menos tres mercados europeos: en los Países Bajos, en Italia, donde se denomina EVO 3 Electric; y en Suiza, donde está disponible como JAC e-S2.
En México es vendido bajo los nombres de JAC Sei 2 y JAC 2, los cuales son ensamblados en la planta de Giant Motors en Ciudad Sahagún, Hidalgo.

## Galería

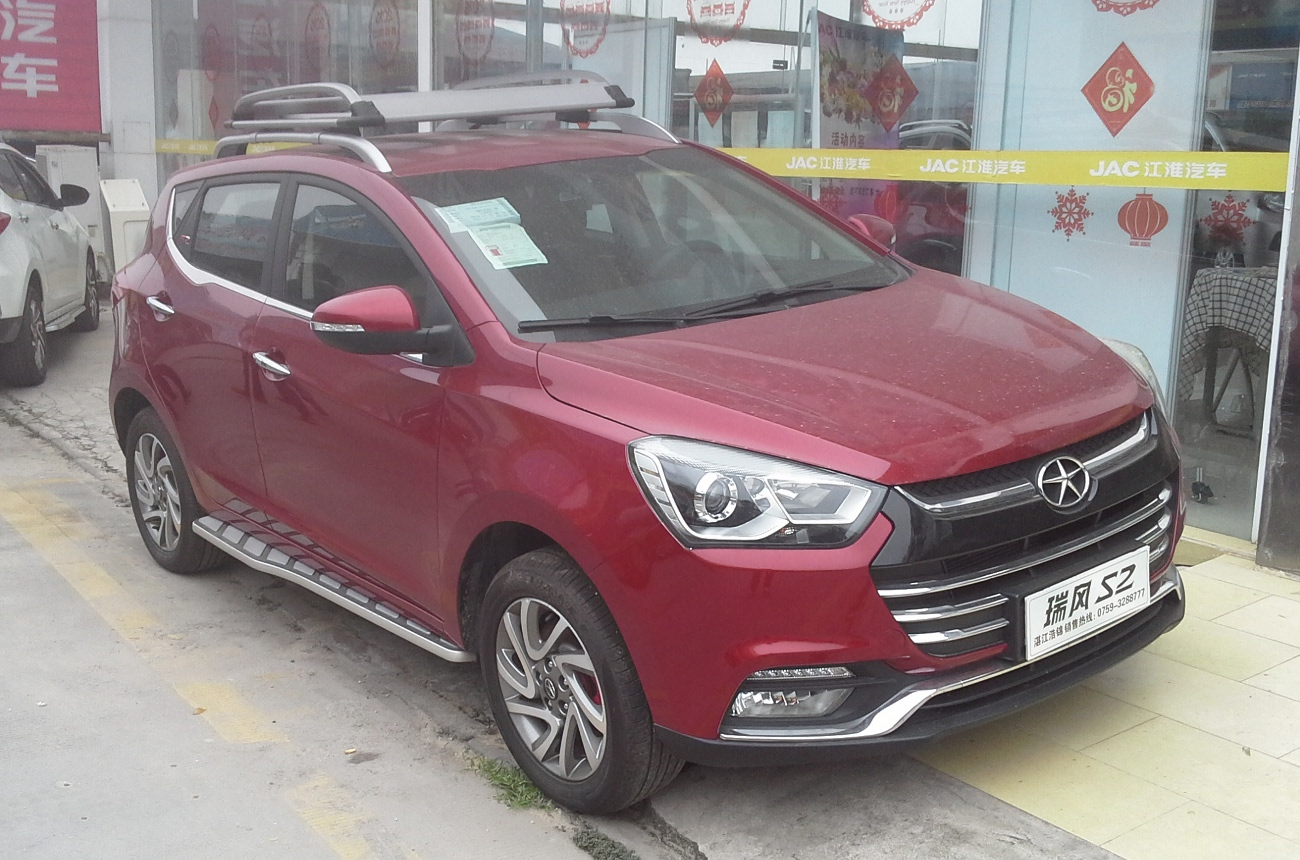
Frente del JAC Refine S2.
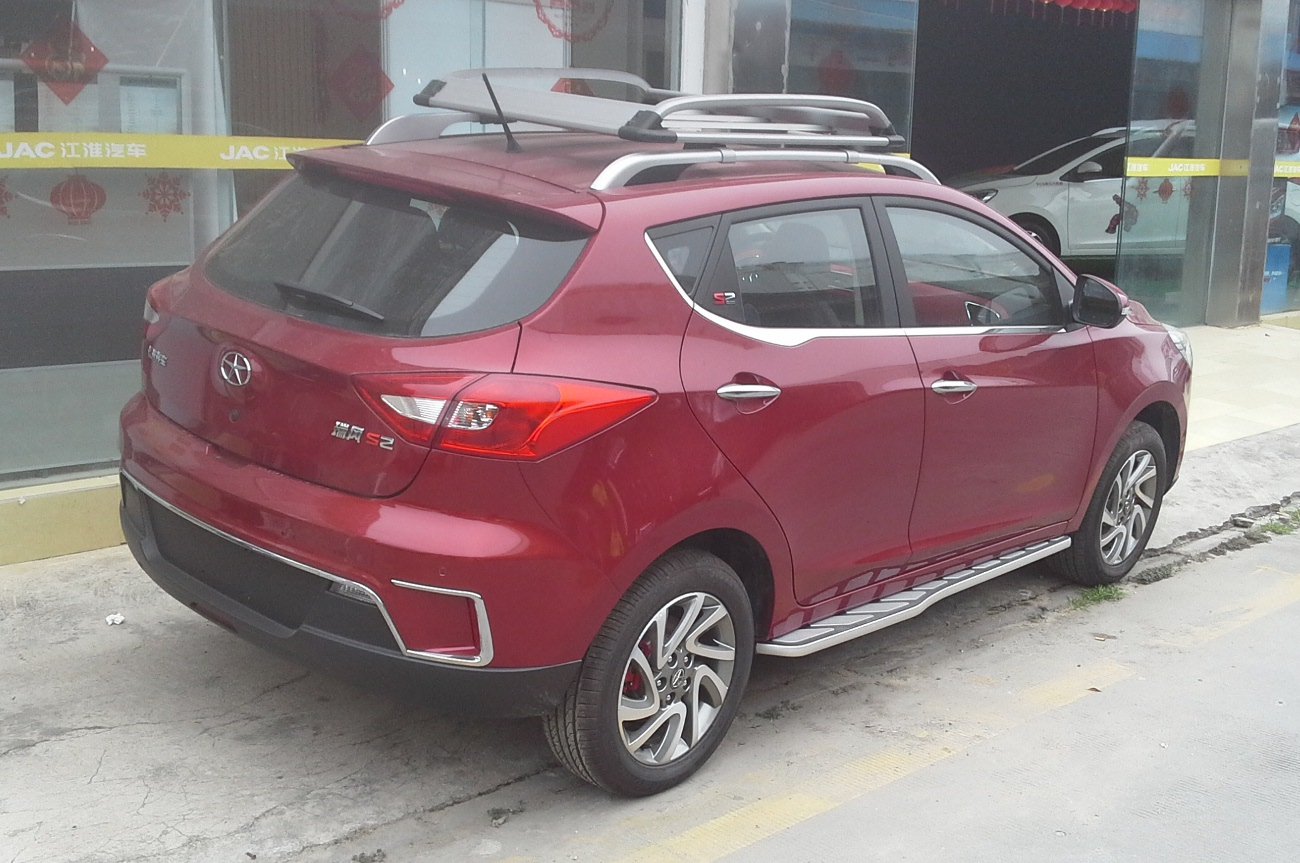
Vista posterior del JAC Refine S2.
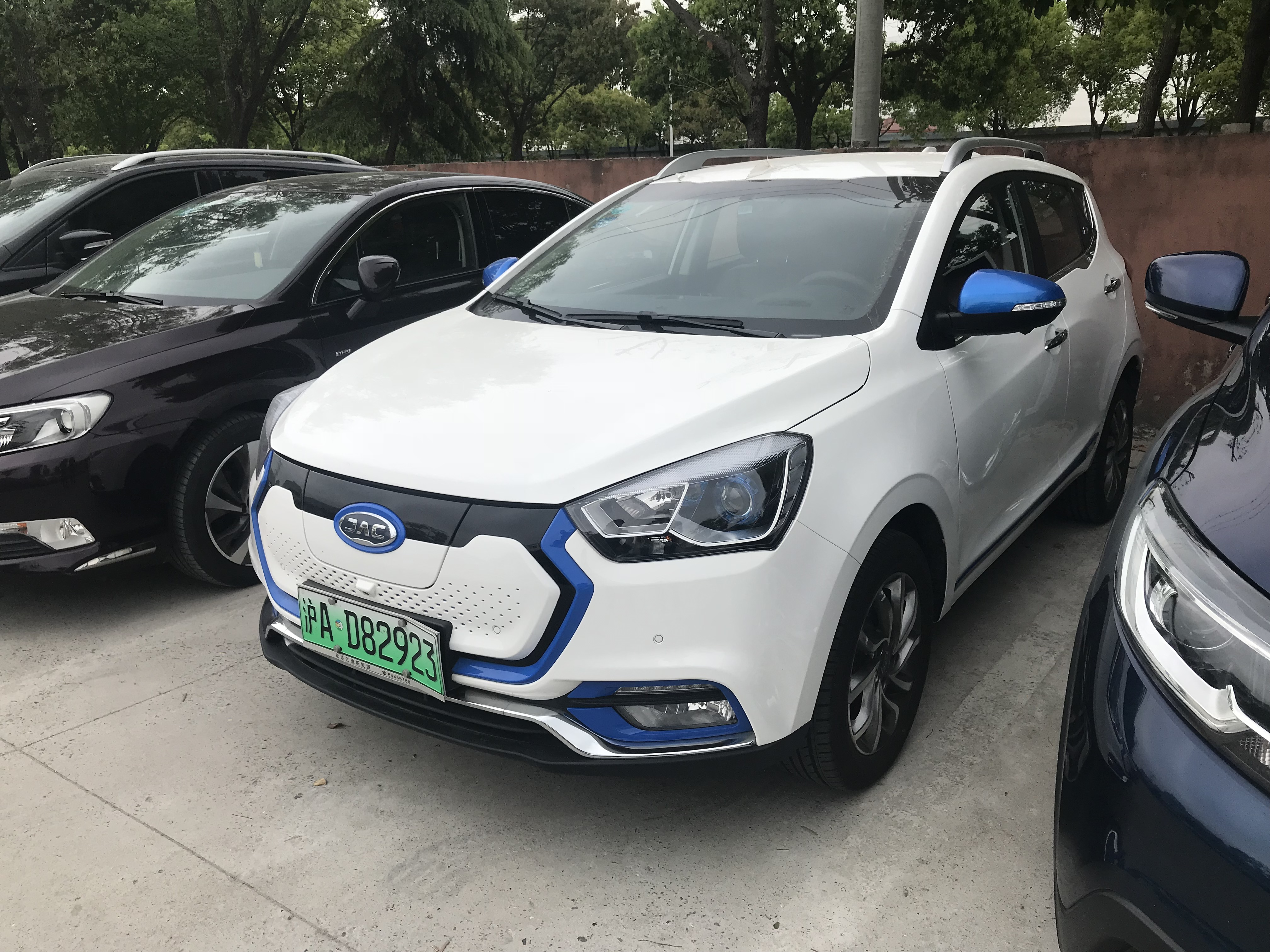
Vista frontal del JAC iEV7S.
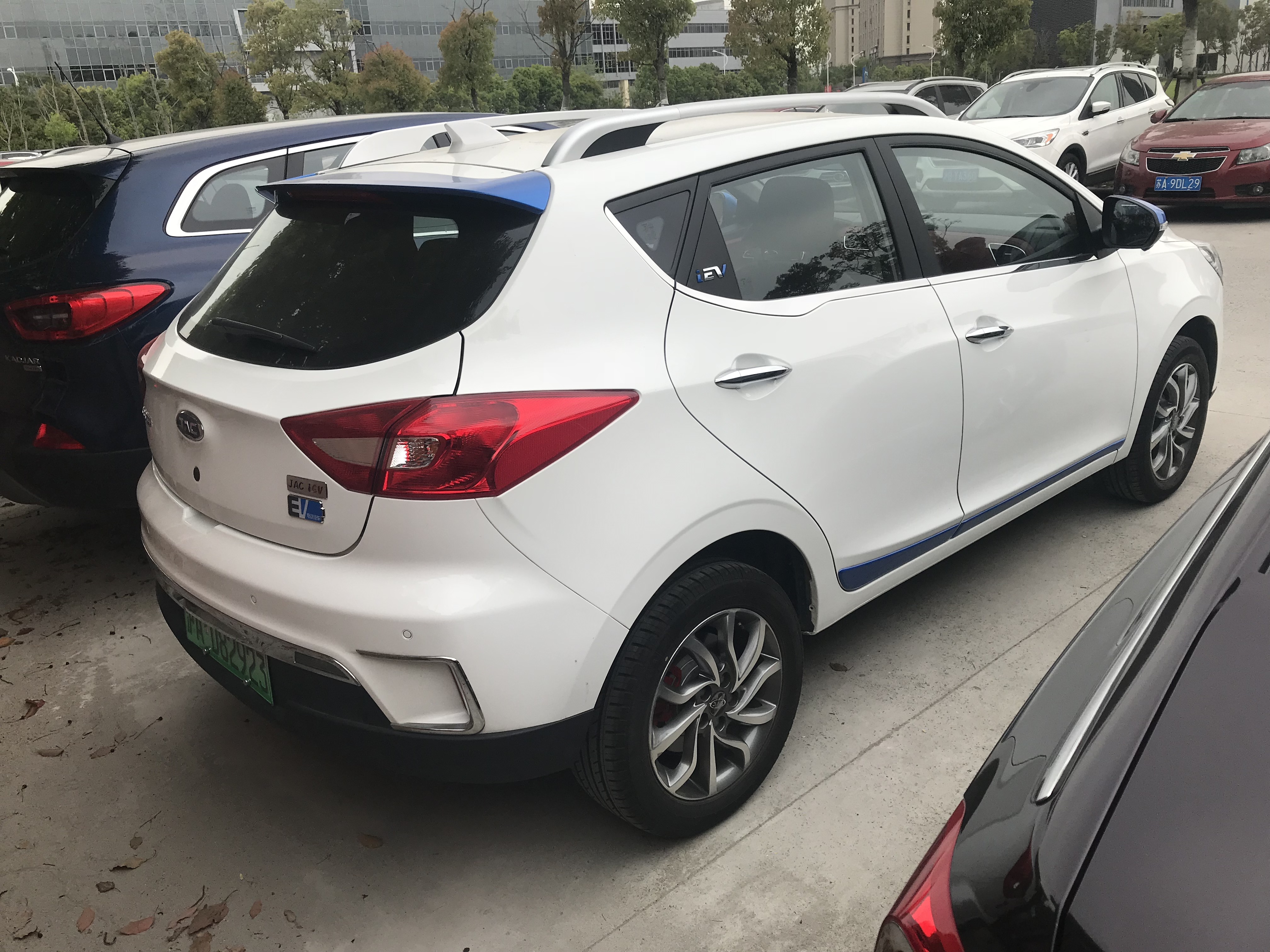
Vista posterior del JAC iEV7S.
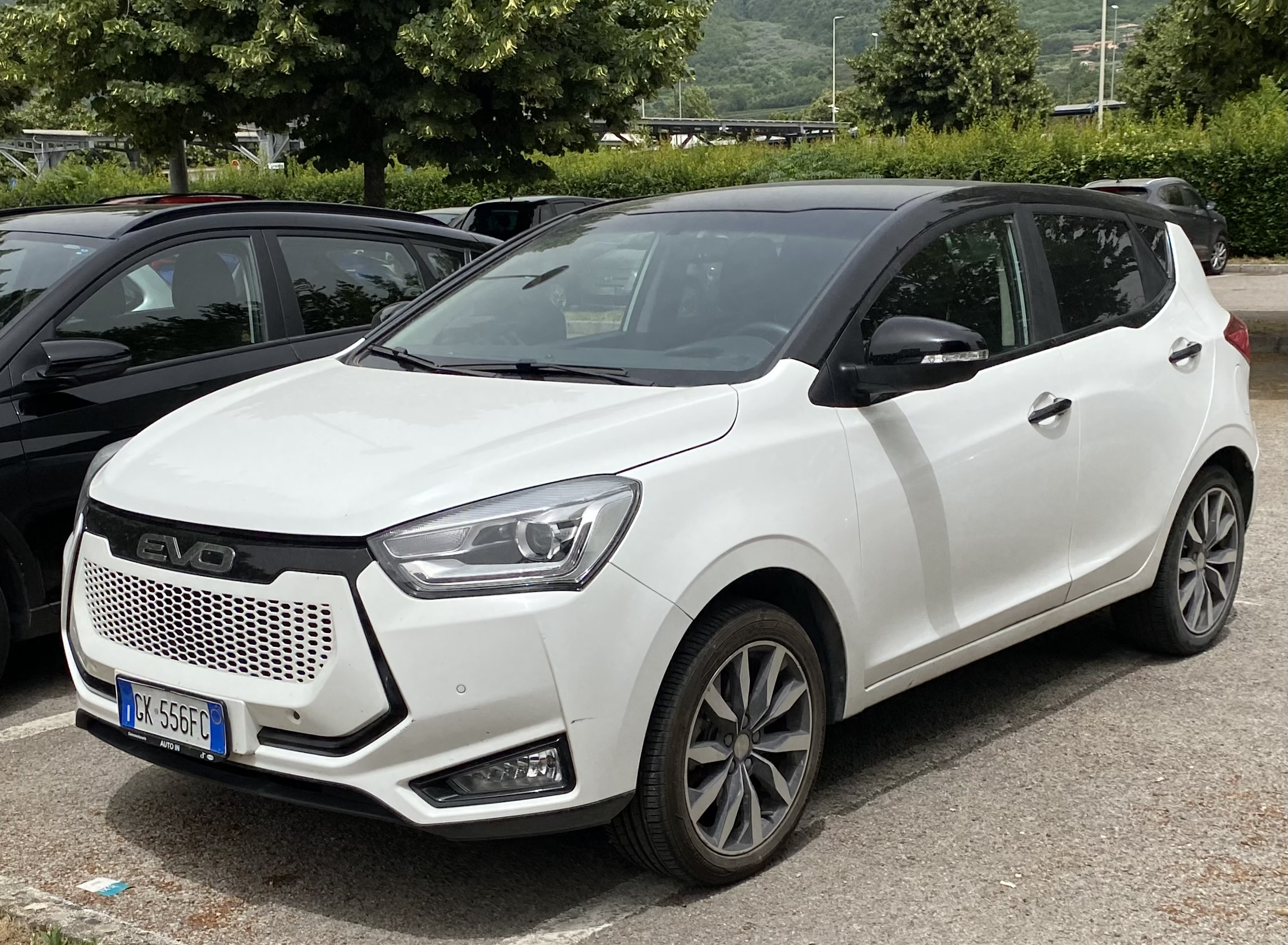
JAC EVO3 Electric, nombre que se le dio a la versión eléctrica en Paises Bajos e Italia.